# Athenea del Castillo Beivide
Athenea del Castillo Beivide, coneguda esportivament com a Athenea (Solares, Cantàbria, Espanya; 24 d'octubre de 2000), és una futbolista espanyola que juga com a devantera en el Reial Madrid club de futbol de la Primera Divisió femenina espanyola. És internacional amb la selecció absoluta d'Espanya des del 2020.
Prèviament havia jugat al Racing de Santander i al R.C.D la Coruña.

## Primers anys
Athena del Castillo va néixer el 24 d'octubre del 2000, va créixer entre la seva localitat natal i el barri de pescadors de Santander. Va començar a jugar el 2011 amb onze anys, als equips inferiors de la sociedad Deportiva Reocín. Després d'un any al Reocín va passar a jugar al primer equip de l'Ave Fénix Racing, dues temporades, amb catorze i quinze anys, posteriorment el club va ser absorbit pel club Ràcing de Santander, on van confirmar oficialment el seu primer equip femení amb el nom Racing Fémeninas

## Carrera de club

### Temporada 2017-2019
La temporada 2017 va començar a jugar al primer equip del Ràcing femeninas, equip recentment ascendit a segona divisió. Va jugar-hi durant 2 temporades, en les quals va marcar 37 gols en 46 partits.

### Temporada 2019-2021
El 8 de setembre de 2019 va debutar a la primera divisió, amb l'equip Deportivo, contra el real club deportiu Espanyol. Després de quatre mesos i onze dies de debutar, el 19 de gener de 2020, va marcar el seu primer gol a la màxima categoria femenina de futbol. Al Deportivo va coincidir amb Teresa Abelleira, actual companya d'Athenea del Castillo al real Madrid Club de futbol, on es van convertir en referents de l'equip. Després d'una gran temporada, el Deportivo va quedar 4t en la classificació, en la seva estrena a la primera divisió. L'any següent, a causa de nombroses baixes a l'equip va perdre la categoria en la penúltima jornada, després d'una derrota contra el Real Betis Balompié. Athenea va marcar un total de 12 gols en 51 partits.

### Temporada 21-23
En finalitzar la temporada 2020-21, athena va fixar pel Real Madrid Club de Futbol, equip classificat per disputar la Lliga de Campiones, després de finalitzar el seu contacte amb el real club Deportivo de La Corunya. Amb el número 22 a l'esquena, del Castillo va debutar amb l'equip madrileny contra el Manchester City FC, en un partit que va acabar amb empat a 1 de l'anada de la ronda classificatòria de la lliga continental, la women's Champions League. Després d'uns dies Athenea del Castillo va debutar al campionat de lliga, on el Madrid club de futbol va perdre contra el Levante Unión Deportiva. Tot i ser protagonista, el seu gol com a madridista es va resistir fins a la jornada número onze, on després de recollir un rebuig en un córner va marcar per l'esquadra de la portera del Villarreal Club de Fútbol. Un gol que va obrir el marcador en la victòria per 0-2.
A la temporada 2021/22 el Real Madrid club de fútbol va acabar 3r a la lliga local, on del Castillo va marcar un total de 5 gols en 43 partits. La següent temporada el Real Madrid club de fútbol va millorar, acabant 2n a la lliga a només 10 punts del primer classificat, el futbol club Barcelona, on athenea del Castillo va acabar amb 10 gols en els mateixos partits que la temporada anterior, 43 partits.

## Trajectòria internacional

### Temporada 18-19
Athenea del Castillo va debutar amb la selecció espanyola Sub19, entrenada per Jorge Vilda, al mundial Sub 19 de suïssa, en aquell moment sent jugadora del Ràcing. Va debutar el 2/4/ 2018, en el partit contra Turquia, en una victòria per 5 a 0, on va entrar en el minut 63 substituint Damaris Egurrola Athenea es va programar campiona d'Europa amb la selecció d'Espanya Sub19, el 30/07/18, havent marcat 1 gol a l'últim partit de la fase de grup en la victòria contra França per 1 a 2.

### Temporada 2019-20
Athenea del Castillo va tornar a disputar el campionat europeu sub 19, disputat a Escòcia, amb Espanya, entrenada per Pedro López, on van caure a les semifinal contra França, amb un contundent 3-1, on athena del castillo va ser l'autora de l'únic gol de la selecció d'Espanya, l'únic que va marcar en tot l'europeu Sub 19.

### Temporada 2020-23
Athena del Castillo va debutar amb la selecció absoluta d'Espanya femenina el 23 d'octubre de 2020, on va sortir al minut 86 substituint a Mariona Caldentey, en un partit contra la selecció de República Txeca femenina.Després d'un any athenea va marcar el seu primer gol amb l'absoluta en la victòria per 0-7 davant Hongria
El febrer de 2022, després de diverses convocatòries seguides amb la selecció absoluta, va quedar fora de la llista inicial del seleccionador jorge vilda pel torneig amistós Arnold Clark, que serviria com a preparació de la Eurocopa 2022. Després de la lesió de Mariona Caldentey en el primer partit del torneig, la davantera catabria va ser cridada per reunir-se al grup. Va se escollida la millor jugadora del partit, només havent jugat la segona part de la segona jornada. després d'una altra bona actuació davant el Canadà, athenea va ser triada com la millora jugadora de torneig.
El juliol de 2022, va participar amb Espanya a l'Eurocopa disputada a Anglaterra. Després de ser suplent en els dos primers partits, va començar d'inici el tercer partit. Després d'acabar primeres de grup, es van enfrontar amb Anglaterra, sortint des de la banqueta de Castillo va donar una assistència a Ester González, per avançar-se al marcador. Finalment, Espanya va perdre per 2-1 a la pròrroga.
Athena va disputar sis partits i va marcar un gol amb Espanya en les eliminatòries per la classificació de la Copa Mundial de 2023. La devantera va marcar el quart gol en la golejada contra Hongria que va acabar amb un contundent 7-0.
Ja en el mundial d'Austràlia i nova Zelanda, del Castillo va obrir la seva participació contra costa rica, on va ser titular en el en el Sky stadium, en el triomf de la Roja, per 3-0. En el minut 63 va ser substituïda per Mariona Caldentey. En el següent partit, contra Zàmbia, va sortit des de la banqueta, en la victòria per 5-0.
La davantera va reaparèixer en els octaus contra Suïssa, on va sortir en el minut 83, que va acabar amb un 1-5. Athenea del Castillo no va reaparèixer més en el campionat mundial, on es va programar campiona del món amb Espanya després de la victòria per 1-0 contra Anglaterra.

## Estadístiques
| club        | temporada | div  | lliga | copas | internacional | total |      |    |    |    |
| part        | gols      | part | gols  | part  | gols          | part  | gols |    |    |    |
| Racing      | 2017-18   | 2    | 24    | 15    |               |       |      |    | 24 | 15 |
| 2018-19     | 22        | 22   |       |       |               |       | 22   | 22 |    |    |
| total cub   | 46        | 37   | 0     | 0     | 0             | 0     | 46   | 37 |    |    |
| coruña      | 2019-20   | 1    | 17    | 2     | 2             | 1     |      |    | 19 | 3  |
| 2020-21     | 32        | 9    |       |       |               |       | 32   | 9  |    |    |
| total club  | 49        | 11   | 2     | 1     |               |       | 51   | 12 |    |    |
| real Madrid | 2021-22   | 1    | 29    | 5     | 4             | 0     | 10   | 0  | 43 | 5  |
| 2022-23     | 30        | 6    | 5     | 1     | 8             | 3     | 43   | 10 |    |    |
| 2023-24     | 8         | 3    |       |       | 1             | 1     | 9    | 4  |    |    |
| total club  | 67        | 14   | 9     | 1     | 19            | 4     | 96   | 19 |    |    |

## Palmarès
| Títol                     | Equip           | Any  |
| ------------------------- | --------------- | ---- |
| Campionat Europeu (Sub19) | Espanya (sub19) | 2018 |
| Mundial                   | Espanya         | 2023 |